# Blaise Pascal

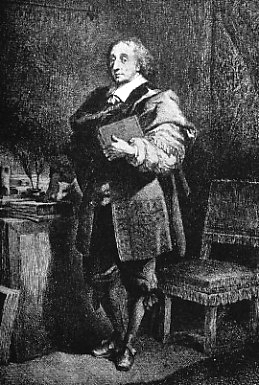
Blaise Pascal.

Blaise Pascal, född 19 juni 1623 i Clermont-Ferrand, död 19 augusti 1662 i Paris, var en fransk matematiker, fysiker, filosof och religiös skriftställare.

## Biografi
Blaise Pascal föddes 1623 i Clermont-Ferrand i mellersta Frankrike. Fadern, Étienne Pascal, var jurist men också intresserad av matematik och naturvetenskap. Modern dog när Blaise var tre år gammal och han växte upp med fadern och sina två systrar. År 1631 flyttade familjen till Paris. Vid tolv års ålder började Blaise att studera matematik genom att läsa Euklides Elementa. Som tonåring deltog han och fadern vid möten med Académie Parisienne, ett informellt sällskap grundat av Marin Mersenne. På 1640-talet bodde Blaise Pascal i Rouen där fadern försörjde sig som skatteuppbördsman.
Efter en olycka år 1654 genomgick Pascal en djup religiös omvändelse, varefter han sedan omvände sin far och en av sina systrar, Jacqueline Pascal (1625–1661). Hon ingick i Port-Royals systerorden, varigenom även Pascal kom i kontakt med jansenisterna och rönte starkt inflytande av deras stränga religiositet. 

## Verk

### Matematik
Pascal var en framstående matematiker. Vid tolv års ålder fann han på egen hand de flesta av satserna i Euklides första bok. Vid 16 års ålder författade han skriften Essai pour les coniques (översatt 1779). Även under sin vuxna tid arbetade han en del med matematik. I den nämnda skriften om kägelsnitten framställde han bland annat den välkända satsen om en inskriven sexhörning och en viktig sats rörande involution av sex punkter. 
Bland Pascals övriga matematiska skrifter kan man nämna Traité du triangle arithmétique (1653; översatt 1665), där han bland annat genom en enkel metod summerar olika serier och anger sättet att bilda binomialkoefficienterna; och den under pseudonymen A. Dettonville utgivna skriften Lettres à M. de Carcavi, där han på ett skarpsinnigt sätt löste flera egenkonstruerade problem rörande cykloiden, bland annat rörande sättet att bestämma ett cykloidsegments yta, tyngdpunkt och rotationskropp. Han använde där den av Cavalieri införda metoden för odelbara storheter. Han utvecklade också denna metod så att den fick en mera vetenskaplig form.

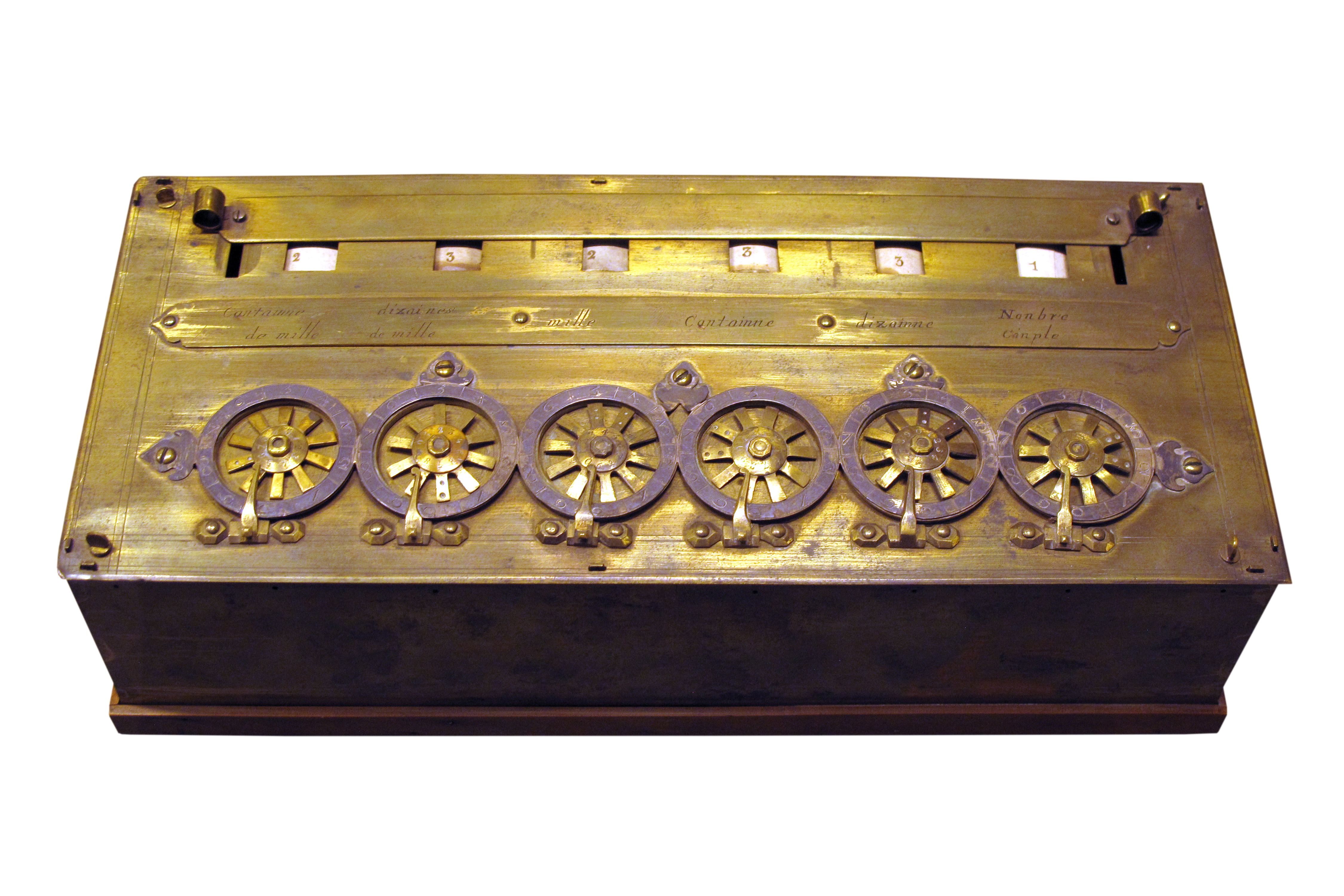
Pascals räknemaskin

### Räknemaskin
1642 började Pascal att konstruera en maskin som skulle kunna utföra additioner och subtraktioner. Han ville underlätta för sin far vars arbete medförde många rutinartade beräkningar. Dessa uppgifter skulle istället kunna utföras av en maskin med kugghjul, menade sonen. Han löste snabbt de teoretiska problemen men det tog längre tid att praktiskt konstruera apparaten, trots hjälp av urmakare och andra finmekaniker. 1645 var han klar. Wilhelm Schickard hade troligen redan 1623 tillverkat en prototyp till räknemaskin, men Pascals maskin var den första räknemaskinen som salufördes. Den var tämligen enkel att använda men dess höga pris begränsade försäljningen. Det är oklart hur framgångsrik pascalinen, som den kom att kallas, blev kommersiellt. I dag finns sju pascaliner bevarade.

### Hasardspel
Pascal uppfann en tidig och mer primitiv form av hasardspelet roulette. Tack vare Pascal finns idag detta bordsspel som är ett av de mest populära kasinospelen i världen.

### Fysik
Pascal gjorde grundläggande experiment med kvicksilverbarometern, för vilket han belönats med att få sitt namn som måttenhet för tryck.

### Moral
Pascals mest kända litterära verk är Lettres provinciales (fullständig titel: Lettres écrites par Louis de Montalte à un provincial de ses amis et aux révérends pères jésuites sur la morale et la politique de ces pères) 1656-1657, där han med tankeskärpa och bitande kvickhet, än med hånfull satir, än med sedlig indignation, kritiserar jesuiternas moral. Denna skrift är förvånansvärt fri från teologisk torrhet. Den behöll länge sin aktualitet i de katolska länderna och räknas till den franska litteraturens främsta klassiska verk.

### Teologi och filosofi
En mer positiv framställning av sin egen livsåskådning förberedde han i ett tilltänkt stort arbete, vari han skulle försvara kristendomen mot ateisterna. När döden ryckte bort honom (han kämpade livet igenom med kroppslig ohälsa), hade han emellertid inte hunnit fullborda denna plan, utan efterlämnade endast en samling lösa blad, på vilka han i hast nedskrivit de enskilda tankar, av vilka han tänkte bygga upp sitt verk. Efter hans död utgavs dessa av hans jansenistiska vänner under titeln Pensées sur la religion (1669; Tankar i religiösa frågor).
Som tänkare tillhör Pascal den Cartesiska skolan. Han delar Rene Descartes' dualistiska uppfattning om förhållandet mellan själ och kropp och hans mekaniska förklaring av det kroppsliga. I sina tidigare skrifter, såsom i Traité du vide (1647) och Entretien avec Saci sur Épictète et Montaigne (1654), ställer han sig också vid Descartes' sida i kampen mot dogmatismen med den matematiska bevisföringen som idealet för den vetenskapliga metoden. 
Men de religiösa intressena driver honom sedan över till en mysticism, som alltmer avlägsnar honom från den cartesiska utgångspunkten. Oändligt över den kroppsliga verkligheten sätter han tänkandet, som förmår uppfatta den och därjämte sig själv. Men det finnes en ännu högre verklighet, lika oändligt upphöjd över tänkandet, nämligen kärleken, som är en uppenbarelse av Guds själ. Den når vi inte med vår tanke, utan endast med vårt hjärta, vår känsla. "Hjärtat har sina skäl, som förståndet inte fattar". Eftersom vi själva är ändliga kan vi inte göra oss något begrepp om Guds oändliga väsen. Hans existens kan vi inte bevisa. Men vi kan välja att tro på den. Om vi tänker oss att det är som att slå vad, för eller emot denna tro, så vinner vi allt om vi väljer tron på Gud och han verkligen existerar, men vi förlorar ingenting om han inte existerar. Vi skulle därför vara okloka om vi inte trodde på honom. Om vi har svårt att på allvar bestämma oss för det så bör vi följa deras exempel som blivit troende före oss. Låtsas som om du tror, tag vigvattnet och låt läsa mässor etc. Alldeles av sig självt kommer detta att ge dig tron och göra dig ointellektuell (cela vous fera croire et vous abêtira). Det som kallas Pascals trossats går att beskriva som en insats i ett spel där man kan vinna i proportion till sin insats, med en fyrfältsuppställning där "Gud finns" och "Gud finns inte" står horisontellt och "jag tror" och "jag tror inte" står vertikalt. Enligt spelteorin ger rutan "jag tror" flest poäng.

## Svenska översättningar
- Tankar i religiösa frågor (Pensées sur la religion) (på svenska af C. V. [Victor] Modin, Fahlcrantz, 1890)
- Tankar och smärre skrifter, jämte Voltaires anmärkningar av år 1734 (fullständig översättning jämte inledning och noter av Richard Hejll, Bonnier, 1929)
- Pascal (i urval och med inledning av François Mauriac, inledningen och Provinsialbreven översatt av Karin Stolpe, den övriga texten efter Richard Hejlls översättning, Bonnier, 1947)
- Tankar (Pensées sur la religion) (översättning och inledning av Sven Stolpe, Forum, 1957)
- Blaise Pascal (i urval och översättning av Jean Paillard, Piccolo, 1964)
- Tankar (Ur: Pensées de M. Pascal sur la religion et sur quelques autres sujets) (översättning: Ingar Gadd, Bakhåll, 2006)
- Brev och småskrifter (översättning, inledning och kommentarer av Stig Strömholm, Atlantis, 2012)

## Eftermäle
- I romanen Doktor Glas (1905) hävdar Hjalmar Söderberg att det var Pascal som uppfann skottkärran - ett misstag som han själv senare påpekade i den nya upplagans efterord: "Uppgiften förefaller besynnerlig, och jag erinrar inte längre var jag läste den. Skottkärrans idé (kombination av hävstången och hjulet) torde vara av betydligt äldre datum."[16]
- Måttenheten för tryck, Pascal, är uppkallad efter Blaise Pascal.
- Programspråket Pascal, som togs fram 1970, är uppkallat efter Blaise Pascal.
- Asteroiden 4500 Pascal, är uppkallad efter honom.[17]
- Nedslagskratern Pascal på månen är uppkallad efter honom.[18]